# Давид VIII од Грузије
Давид VIII (груз. დავით VIII; 1273–1311), из династије Багратион, био је краљ Грузије 1292–1302 и 1308–1311.
Најстарији је син краља Деметријуса II Самопожртвованог и његове жене Трапезунтске принцезе, именовао га је владар Илкана Кијакато за краља Грузије као награду за његову војну службу током румелијског устанка 1293. Наследивши свог рођака краља Вахтанга II, Давид је  владао само над источним делом краљевства, док је западна Грузија била под имеретијском граном куће Багратион од 1259. године.
Године 1295. подржао је Бајду Кана у унутрашњем сукобу у Илканату. Међутим, Бајду је убијен, а Газан је постао кан. Газан је наредио грузијском краљу да дође у његову престоницу Табриз. Сећајући се судбине свог оца, краљ Давид VIII је одбио да се повинује и почео је да се припрема за рат. Кан Газан је одговорио казненом експедицијом и опустошио земљу. Уз подршку Монгола, Осети су напали провинцију Шида Картли и заузели клисуру реке Лиахви. Краљ Давид VIII се учврстио у планинама Мтиулети и победио велике монголске снаге у очајничкој герилској борби код Цикареа. Затим га је кан прогласио свргнутим и именовао Давидовог млађег брата Ђорђа V за краља 1299. године.
Иако су га подржавале монголске снаге, Ђорђева моћ није се протезала изван грузијске престонице Тбилисија, а кан га је заменио другим братом, Вахтангом III, 1302. године. Нови краљ је предводио монголску војску против краља Давида VIII, али није могао да продре дубоко у углавном планинске провинције које су држали побуњеници, и договорено је примирје. Каљ Давид VIII је признат као заједнички суверен са својим братом и добио је кнежевину Аластани у јужној провинцији Џавахети. Развио је пријатељске односе са египатским мамелуцима, традиционалним супарницима Илканата, и уз посредовање Византије, постигао је да се манастир Крста у Јерусалиму врати Грузијској православној и апостолској цркви 1305. године.
Давид је био ожењен два пута, прво са монголском принцезом Ољатх, а затим са ћером грузијског племића Хамаде Сурамелија. Наследио га је син Ђорђе VI Мали 1311. године.

## Новац
Преживеле су две врсте новчића издатих у Давидово име, сребрни и бакарни, ковани 1297. и 1310. године. Празнина између ова два периода попуњена је емисијама Давидовог брата краља Вахтанга III.